# Pierre Grosnet
Pierre Grosnet (auch: Grognet; * 15. Jahrhundert in Toucy; † 1540) war ein französischer humanistischer Schriftsteller.

## Leben und Werk
Pierre Grosnet (lateinisch: Grosnetus) studierte Rechtswissenschaft in Bourges und Orléans und wurde römisch-katholischer Geistlicher im Erzbistum Sens. Sein Werk De la louange et excellence des bons facteurs, eine Art Literaturgeschichte seiner Zeit, nennt Dante, Petrarca, Boccaccio, Serafino Aquilano (1466–1500), Alain Chartier, Jean Meschinot, Jean Molinet, Jean Marot, Clément Marot, François Villon, Jean Bouchet und viele Unbekannte. Er übersetzte Auszüge aus Seneca aus dem Lateinischen und Battista Mantovano aus dem Italienischen. Sein Hauptwerk sind die Mots dorés (Goldene Worte), eine Art Sammelsurium von versifizierten volkstümlichen Sprichwörtern, Rätselfragen und Gedichten ungenannter Autoren. Grosnet war ein Freund des Dichters Roger de Collerye (auch: Roger Bontemps, 1468–1536, Sekretär des Bischofs von Auxerre), mit dem er die Hinwendung zum Volkstümlichen teilte.

## Werke (Auswahl)
- Les Motz dorez de Cathon, en françoys et en latin, avecques bons et très utiles enseignemens, proverbes, adages, auctoritez et ditz moraulx des saiges, prouffitables à ung chascun, ensemble plusieurs questions énigmatiques. 2 Bde. 1529–1534. (zahlreiche alte Auflagen)
- Le Manuel des vertus moralles et intellectuelles aultrement dict Lenchiridion qui vault autant à dire comme promptuaire affin de promptement et incontinent trouver la vraye intelligence de vertu laquelle est tres utile et prouffitible aung chascun pour bien & vertueusement vivre nouvellement traduyt de latin en francoys par Maistre Pierre Grosnet licencier en chascun droict. Denis Janot, Paris 1534.
- (Übersetzer) Les Tragedies de Seneque desquelles sont extraictz plusieurs enseignemens anthoritez & singulieres sentences tant en latin comme en francoys tres utilles & prouffitables a ung chascun, & en la fin y est ajoustee la vie & tres passement dudit Seneque, ensemble aucuns epitaphes epigrammes & dictz moraulx extraictz De contemptu mondi, de Floret, des Parabolles de maistre Alain & de Thobie & plusieurs aultres tres proffitables. Denis Janot, Paris 1534. F. Juste, Lyon 1539. (Floret, Floretus = Bernhard von Clairvaux; Alain = Alanus ab Insulis; Thobie = Buch Tobit)
- Haud inutile libidinis sive luxuriae dehortamentum, cum laicis, tum ecclesiasticis viris utilissimum. Denis Janot, Paris 1536, 1538.
- Blason et louenge des singularitez et excellences de la bonne ville de Dieppe. Paris 1866.
- (mit anderen) Les éloges de la ville de Rouen en vers latins et français par Antoine de Lamare de Chesnevarin, Pierre de Lamare de Durescu, son fils, et Pierre Grognet. Publiés d’après des imprimés du XVIe et du XVIIe siècle, avec une introduction par Édouard Frère (1797–1874). H. Boissel, Rouen 1872.
- Frédéric Lachèvre (1855–1943): Un émule de Coquillart, Roger de Collerye et ses Poésies dolentes, grivoises et satiriques, augmentées d’inédites, publiées avec sa biographie par Frédéric Lachèvre et suivies du traité de Pierre Grosnet De la louange et excellence des bons facteurs (1533). R. Clavreuil, Paris 1942. (Grosnet, S. 101–109)